# Герб Херсонской губернии
Герб Херсо́нской губе́рнии — официальный символ Херсонской губернии. Герб составлен в соответствии с геральдической реформой Б. Кёне и утверждён 5 июля 1878 года.

## Описание
В лазуревом щите серебряный Русский крест, с сиянием в четырёх верхних углах, сопровождаемый по бокам и снизу тремя золотыми Императорскими коронами. Щит увенчан Императорскою короною и окружён золотыми дубовыми листьями, соединёнными Андреевскою лентою.

## История
После окончания русско-турецких войн и присоединения Крыма к Российской империи начинается освоение этих территорий и строительство новых городов.
Высочайшим указом от 22 марта 1764 года для защиты русского государства от турецко-татарской агрессии (набегов) на землях бывшей Славяносербии была образованна Новороссийская губерния.
8 октября 1802 года Указом Сената Новороссийская губерния была разделена на Екатеринославскую, Николаевскую и Таврическую губернии. Херсонский уезд вошёл в состав Николаевской губернии. 15 мая 1803 года Указом Александра I и Сената № 20760 центр и губернское управление из Николаева были переведены в Херсон, и губерния стала именоваться Херсонской. В 1803—1873 годах губерния входила в Новороссийское генерал-губернаторство.
3 октября 1803 года утверждён герб Херсона, одновременно бывший и гербом Херсонской губернии: «В щите, имеющем золотое поле, изображён чёрный, двуглавый, коронованный орёл, который в правой лапе держит лавровую ветвь, а в левой — пламя; на груди орла, в голубом щитке, означен золотой крест, с четырьмя в верхней части лучами, а внизу маленьким перекладом». Крест подчёркивал факт, что князь Владимир Святославич был крещён в Херсонесе.
В 1857 году управляющим Российской герольдии стал барон Бернгард Кёне, который планировал масштабную геральдическую реформу, стремясь унифицировать, придать системность и европейский вид российской геральдике. В том же году им были введены новые правила оформления гербов в Российской империи. В соответствии с этими правилами был составлен проект нового герба губернии, утверждённый в 1878 году. Основанием для выбора гербовой композиции послужил текст «Повести временных лет» о том как князь Владимир просит руки царевны Анны у её братьев византийских императоров Василия и Константина, а братья соглашаются при условии крещения Владимира. И после в Корсуни, в сопровождении греческих священников, состоялось крещение Владимира и венчание с Анной. Православный крест на гербе означает возрождение на Руси старейшей епархии — Херсонесской. Три короны обозначают византийских императоров Василия и Константина, а также их сестру Анну, ставшую женой князя Владимира.

Герб Херсонского пикинёрного полка русской армии, 1776—1784
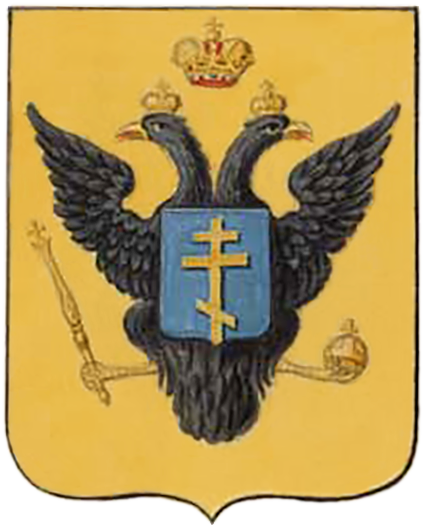
Герб Таврической области, 1784
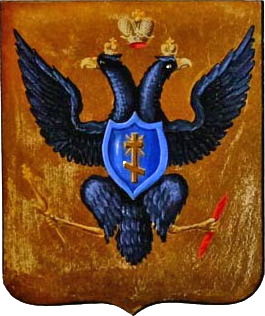
Герб Херсона и Херсонской губернии, 1803
Проект герба Херсона XIX века
Герб царства Херсониса Таврического с герба Российской империи, 1882